# 威廉·H·傅萊
威廉·亨利·傅萊（英語：William Henry Frey，1947年—）是一名美國人口學家和作家。他目前是布魯金斯學會布魯金斯地鐵公司的高級研究員和密西根大學人口研究中心的研究教授。麥克·巴羅內認為，「傅萊是公認的美國頂尖人口學家」。
傅萊於1969年畢業於烏爾辛納斯學院，獲得理學學士學位，1974年獲得布朗大學社會學博士學位。
傅萊著有《Diversity Explosion》等多本書籍。《新聞週刊》、《紐約時報》、NPR、克萊蒙特研究所和PBS等都曾報導他的作品。

## 外部連結
- Frey-demographer.org
- Brookings Institution （页面存档备份，存于）
- C-SPAN內的頁面（英文）